# Edel-Tanne
Die Edel-Tanne (Abies procera, Syn.: Abies nobilis), standardsprachlich Edeltanne, auch Pazifische Edel-Tanne und Silbertanne genannt, ist eine Pflanzenart aus der Gattung der Tannen (Abies) in der Familie der Kieferngewächse (Pinaceae) aus höheren Lagen des Kaskadengebirges im Westen der USA. Als größte aller Tannen besitzt sie unter den pazifischen Tannen Nordamerikas dennoch das kleinste Areal und ist auch die lichtbedürftigste neuweltliche Tanne. Nachdem im Frühjahr 1942 durch das Lend-Lease-System die Produktion von Sitka-Fichtenholz nicht die Nachfrage der US-amerikanischen und britischen Flugzeugindustrie im Zweiten Weltkrieg decken konnte, fanden sich im Holz der Edel-Tanne sowie der Westlichen Hemlock die einzigen Baumarten, die eine Neukonstruktion im Flugzeugdesign nicht erforderten. Damit gewann die Edel-Tanne im Sommer 1942 als Substitut der Sitka-Fichte große wirtschaftliche und kriegstechnische Bedeutung, die 1943 zur maximalen Ressourcen-Nutzung der Edel-Tannen in Bergwäldern des Pazifischen Nordwestens führte.

## Etymologie
Die Art wurde am 7. September 1825 von David Douglas am Columbia River (Columbia gorge) unweit der Grand Rapids im heutigen Oregon zusammen mit der Purpur-Tanne (Abies amabilis) entdeckt. Er nannte sie zuerst Pinus nobilis – noble Tanne (Pinus war im 19. Jahrhundert noch regelmäßig Gattungsbegriff der Tanne). Ihr taxonomisch heute richtiges Artepitheton procera stammt vom lateinischen procerus ab und bedeutet „hoch“. Für David Douglas war die Edel-Tanne der eindrucksvollste Baum, den er auf seinen Expeditionen im Westen der heutigen USA entdeckt hatte. 1830 schrieb er: „Ich verbrachte drei Wochen in einem Wald, bestehend aus dieser Baumart, und Tag für Tag konnte ich nicht aufhören, ihn zu bewundern; meine Worte sind nur eintönige Ausdrücke von diesem Gefühl“. Dieser besondere Eindruck natürlicher Edel-Tannenwälder entsteht durch deren hohen säulenfömigen Schäfte, die in der Regel auch zu zwei Drittel astfrei bleiben. Hieraus zählen sie ebenfalls zu den besten Lieferanten für Konstruktionshölzer unter den Weichholzbäumen der westlichen USA.
Die Schreibweise mit Bindestrich ist in der deutschen botanischen Fachliteratur gebräuchlich. Umgangssprachlich wird auch die in Europa heimische Weiß-Tanne (Abies alba Mill.) auch als „Edeltanne“ oder „Silbertanne“ bezeichnet.

## Beschreibung

### Habitus

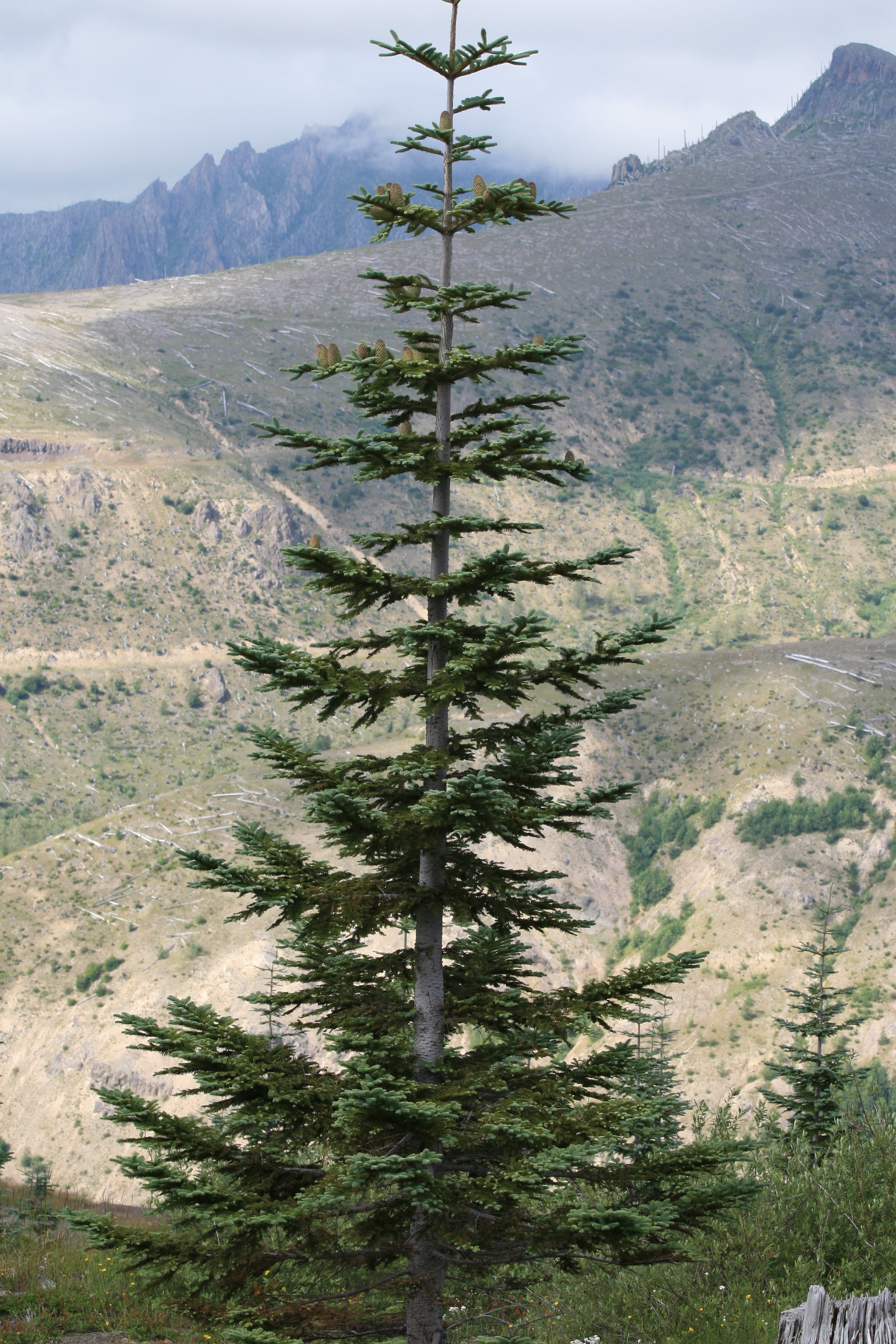
Abies procera, als Pionier-Pflanze nach der Eruption am Mt. Saint Helens

Die Edel-Tanne ist ein immergrüner Baum, der die größten Wuchshöhen unter den Tannen erreicht, es werden Wuchshöhen über 80 Meter und Stammdurchmesser (BHD) über 2 Meter erreicht. Sie hat auffallend gerade, säulenförmige Stämme. Die Baumkrone ist symmetrisch kegelförmig. Sie ist nicht so dicht wie bei anderen Tannenarten und erscheint deshalb häufig durchsichtig. Im Gipfel sterben häufig Leittriebe ab; im Alter überragen die Seitenäste den Gipfeltrieb, und es bildet sich die sogenannte „Storchennest-Krone“. Die Zweige stehen meist im rechten Winkel vom Stamm ab, können aber im unteren Teil der Krone auch hängen. Die schlanken Zweige sind rötlich-braun gefärbt und behaart. Die Zweigoberseite ist meistens durch die dicht anliegenden Nadeln nicht zu erkennen. Die Edel-Tanne kann bis zu 800 Jahre alt werden und erreicht damit das höchste Alter aller Tannenarten.

### Chromosomenzahl
Die Chromosomenzahl beträgt 2n = 24.

### Knospen und Nadeln

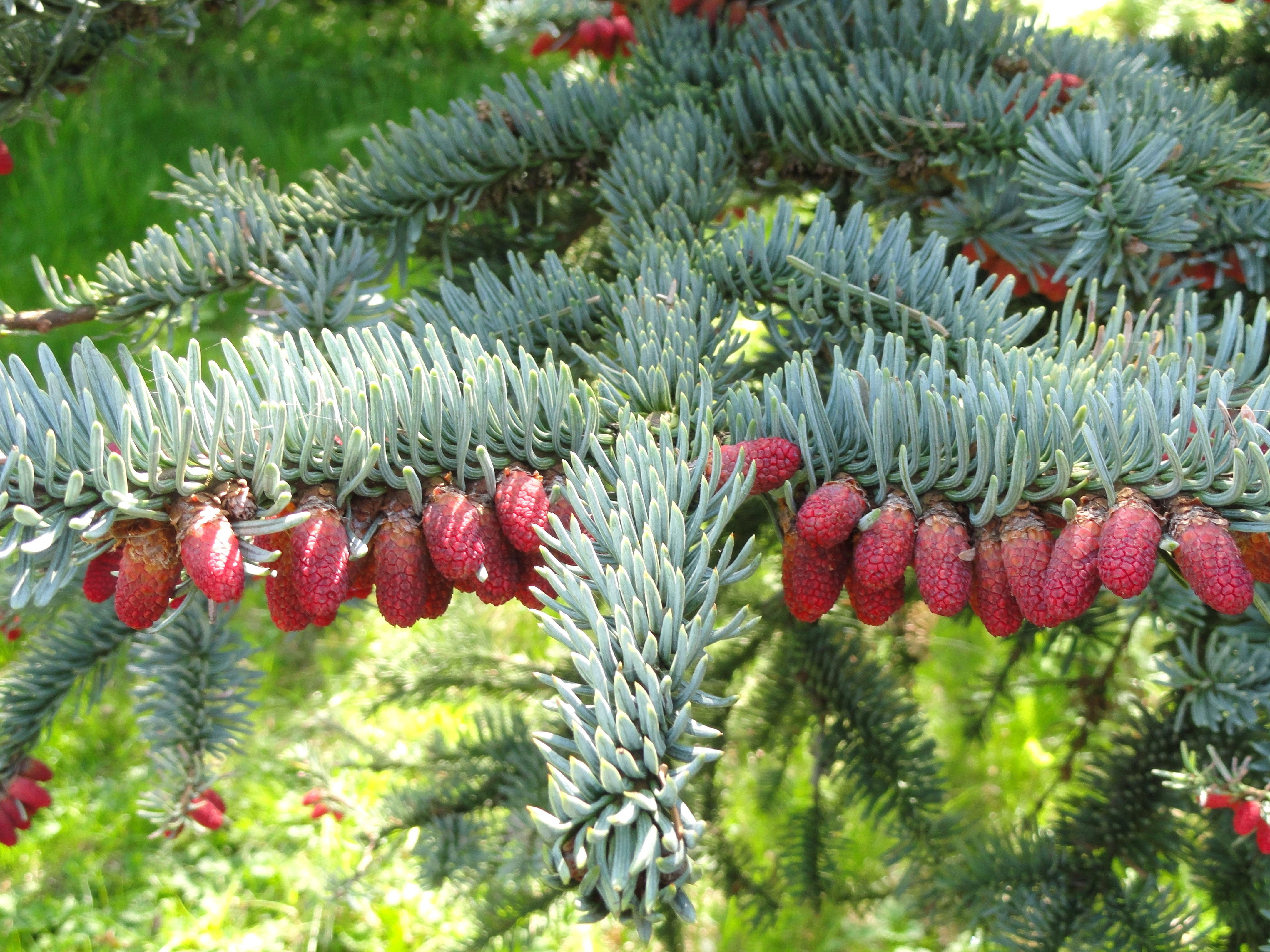
Bürstenförmige nach oben gedrehte Nadeln sind unverkennbare Merkmale. Die männlichen Blüten erscheinen im Mai.

Die runden Knospen sind sehr klein und mit rotbraunen Schuppen versehen. Sie werden häufig von den Nadeln verdeckt. Die blaugrünen schimmernden, dichtstehenden Nadeln haben eine Lebensdauer bis zu zwölf Jahren. Die im Querschnitt viereckigen Nadeln sind 25 bis 35 Millimeter lang und oberseits rinnig vertieft. Sowohl auf der Ober- wie auch auf der Unterseite befinden sich Stomabänder. Nadeln an lichtexponierten Stellen sind meist blaugrün gefärbt und stehen aufwärts gerichtet spiralig um den Zweig. Schattennadeln sind meist dunkelgrün gefärbt und stehen gescheitelt an den Zweigunterseiten. Die Nadeln liegen im ersten Viertel dem Zweig an und krümmen sich auf.

### Blüten, Zapfen und Samen

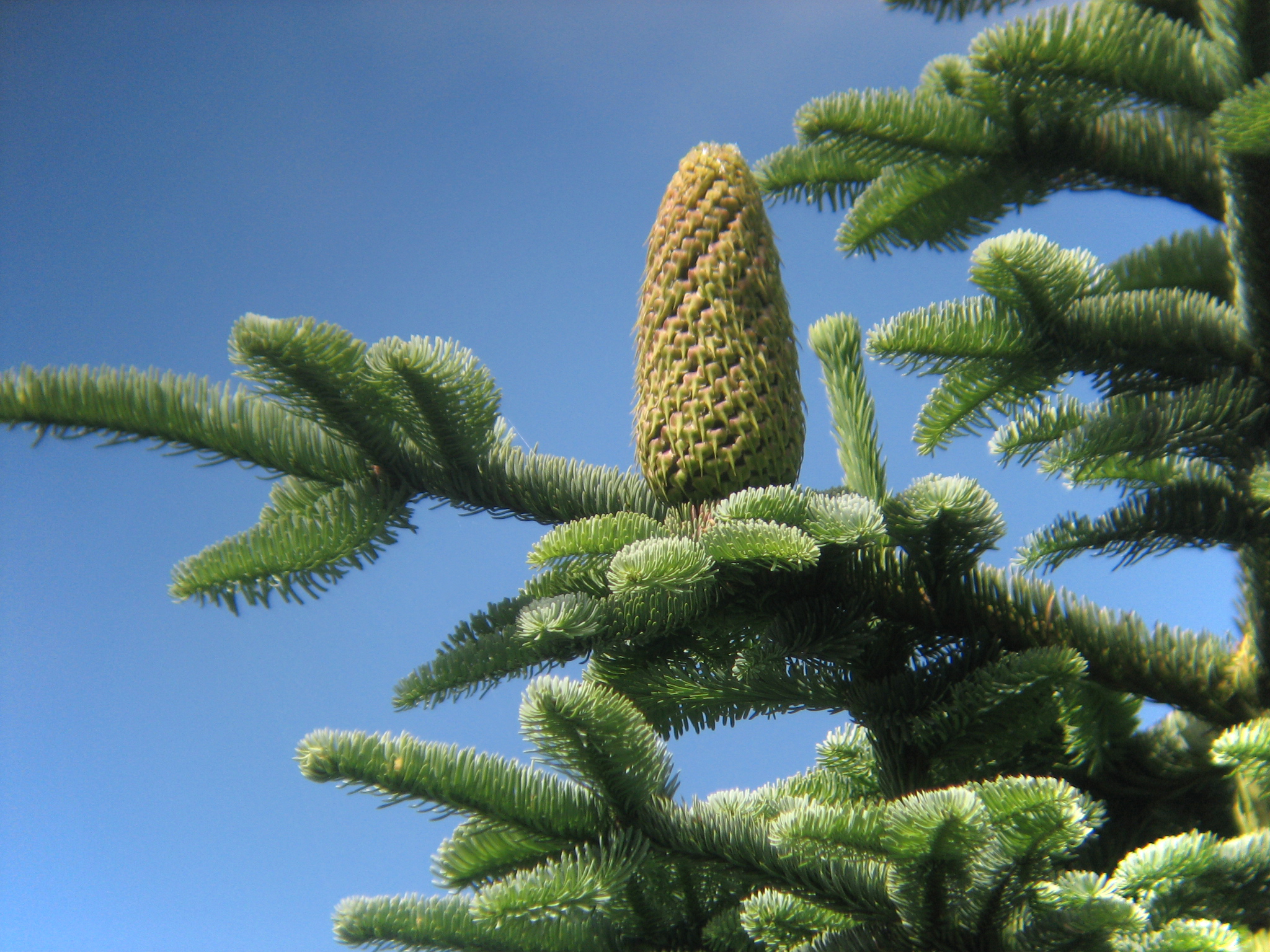
Weiblicher Fruchtstand

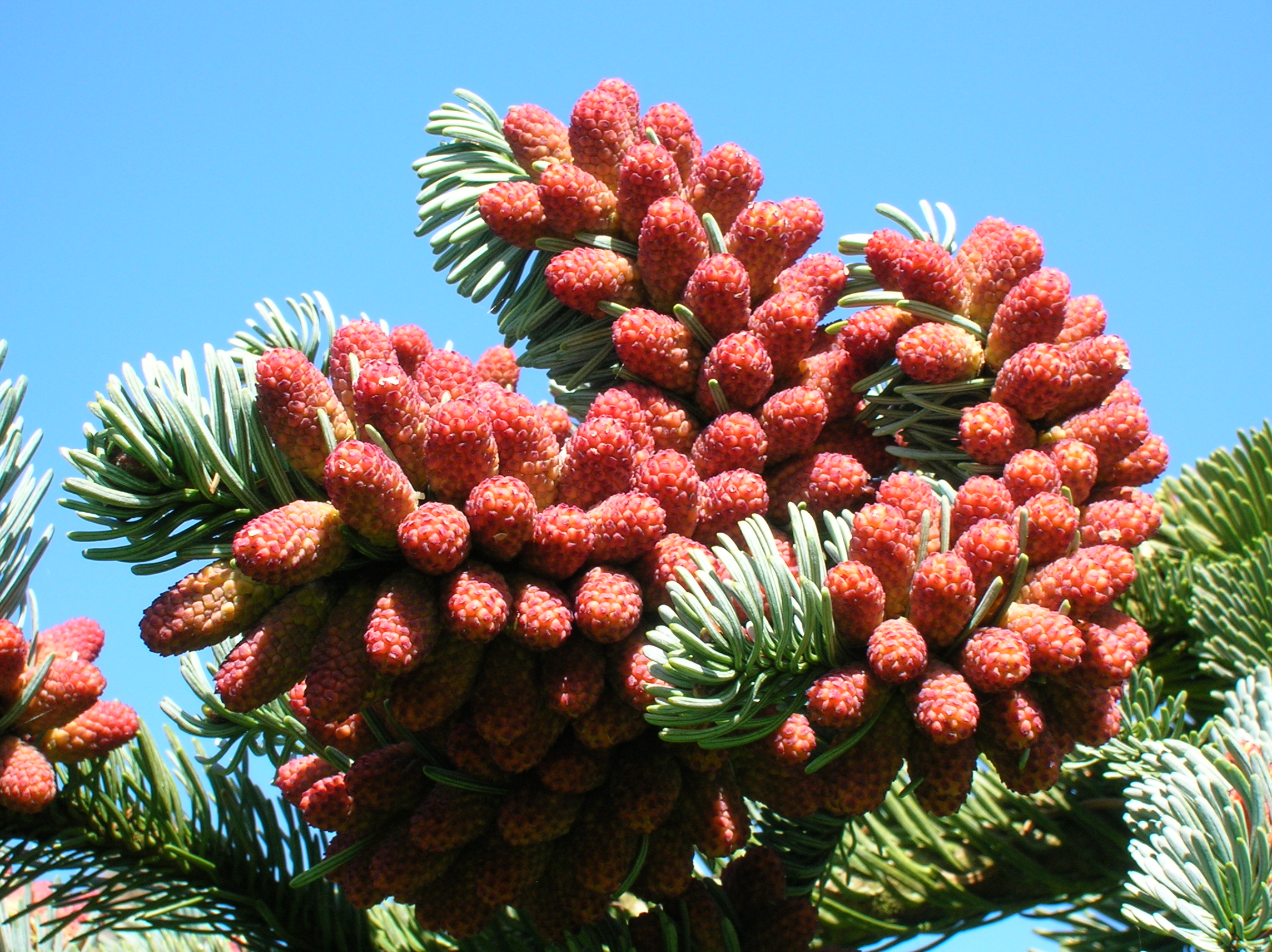
Männliche Blütenzapfen

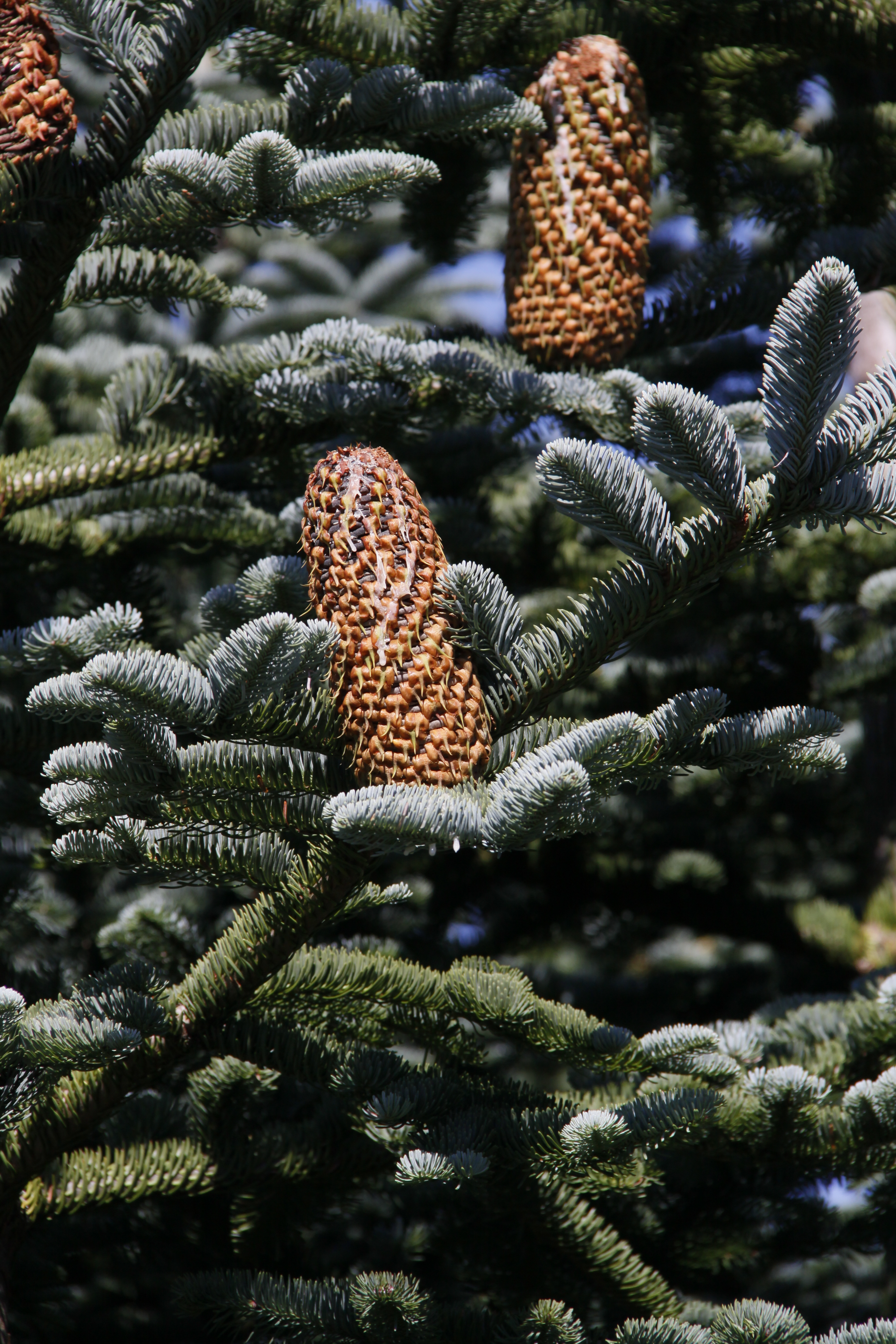
Weibliche Zapfen

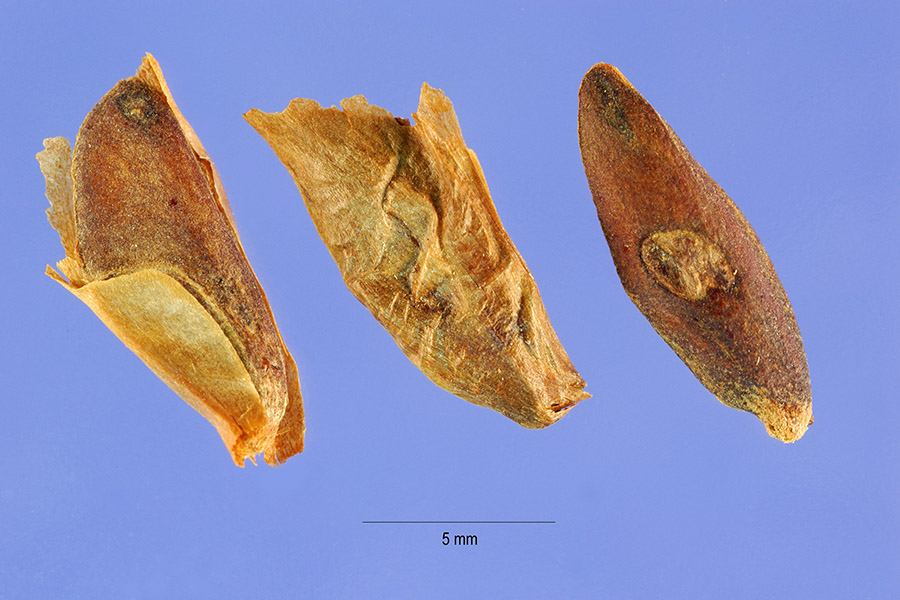
Samen

Die Edel-Tanne ist einhäusig getrenntgeschlechtig (monözisch). Sie wird mit 20 bis 30 Jahren mannbar, die volle Samenproduktion setzt allerdings erst mit 50 bis 60 Jahren ein. Die männlichen Blütenzapfen sind dunkelrot gefärbt und sitzen in Gruppen von bis zu 30 Blütenzapfen auf der Zweigunterseite. Die unscheinbaren weiblichen Blütenzapfen sind gelblich gefärbt mit einem schwach rötlichen Ton und stehen meist einzeln, aber auch zu zweit, selten zu fünft auf der Oberseite vorjähriger Triebe.
Die Zapfen weisen eine Länge von 10 bis 24 Zentimeter und einen Durchmesser von 5 bis 7 Zentimeter auf. Sie sind damit die größten Zapfen aller bekannten Tannenarten. Schon an jungen Bäumen von nur 2 bis 3 Meter Wuchshöhe werden Zapfen angesetzt. Die reifen Zapfen sind blass purpurbraun, wirken aber blassgrün, da sie überwiegend durch die grünlichen Deckschuppen überdeckt werden. Die Samenschuppen sind etwa 2,5 Zentimeter × 3 Zentimeter groß. Der rötlich-braune Same weist eine Größe von 13 Millimeter × 6 Millimeter auf und besitzt einen hellbraunen bis strohfarbenen Flügel, der nur wenig länger ist als das Samenkorn. Das Tausendkorngewicht beträgt rund 30 Gramm und die Keimfähigkeit liegt bei 30 bis 70 %. Die Keimlinge besitzen meist fünf bis sechs (vier bis sieben) Keimblätter (Kotyledonen).

### Rinde
Die Rinde von jungen Bäumen ist glatt und gräulich bis leicht rötlich gefärbt. Die Borke der älteren Bäume ist grau, teilweise mit einem lilafarbenen Ton, und bricht in rechteckige Platten auf. Sie ist mit 2 bis 5 Zentimeter relativ dünn, weshalb die Bäume durch Waldbrände gefährdet sind. Die Rinde der Zweige ist rötlichbraun und feinbehaart.

### Wurzeln
Überwiegend wird ein Herzwurzelsystem mit einzelnen tiefreichenden Senkern gebildet. Vereinzelt wurden jedoch auch Pfahlwurzeln festgestellt. Windwurf kommt zwar vor, ist jedoch kein charakteristisches Merkmal der Edeltanne. Staunasse und verdichtete Böden werden nicht gut durchwurzelt.

### Holz
Das weiche, weißliche, elastische Holz der Edel-Tanne gilt als das qualitativ hochwertigste aller nordamerikanischen Tannenarten und insgesamt auch innerhalb der Gattung. Es besitzt ein sehr gutes Steifigkeits-/Gewichtsverhältnis das mit den besten Weichhölzern wie denen von Sitka-Fichte sowie der in ihrem natürlichen Areal sympatrisch vorkommenden Westamerikanischen Hemlocktanne konkurrieren kann. Von der Qualität wird es unter den Koniferen-Hölzern nur vom schwereren Holz der Douglasie übertroffen.
| Eigenschaften                      | Wert       | Einheit |
| ---------------------------------- | ---------- | ------- |
| Rohdichte                          | 000000,436 | g/cm³   |
| Biegefestigkeit                    | 000081,1   | N/mm²   |
| Stat. Biege-E-Modul                | 10.773     | N/mm²   |
| Dynam. Biege-E-Modul               | 12.160     | N/mm²   |
| Druckfestigkeit parallel zur Faser | 000040,8   | N/mm²   |
| Längszugfestigkeit                 | 000106,8   | N/mm²   |
| Bruchschlagarbeit                  | 000037,0   | KJ/m²   |

## Große Einzelexemplare

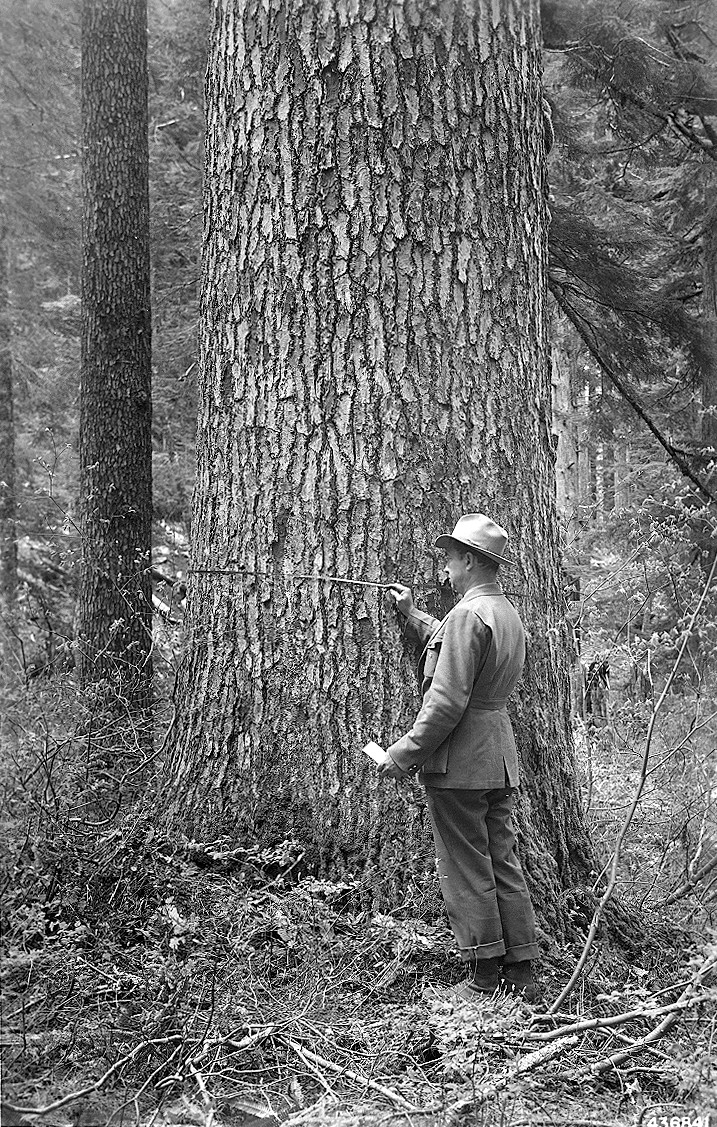
Stamm einer alten Edeltanne

- Tanne am Yellowjacket Creek im Gifford Pinchot National Forest (Washington) – Höhe: 72,6 Meter, Stammdurchmesser: 275 Zentimeter, Kronendurchmesser: 12,5 Meter, Stammvolumen: 174,3 Kubikmeter (1988)
- Tanne in der Goat Marsh Research Natural Area im Mt. St. Helens National Monument (Washington) – Höhe: 89,9 Meter, Stammdurchmesser: 192 Zentimeter, Kronendurchmesser: 13 Meter, Stammvolumen: 87,7 Kubikmeter (1989)[8]

## Verbreitung und Ökologie

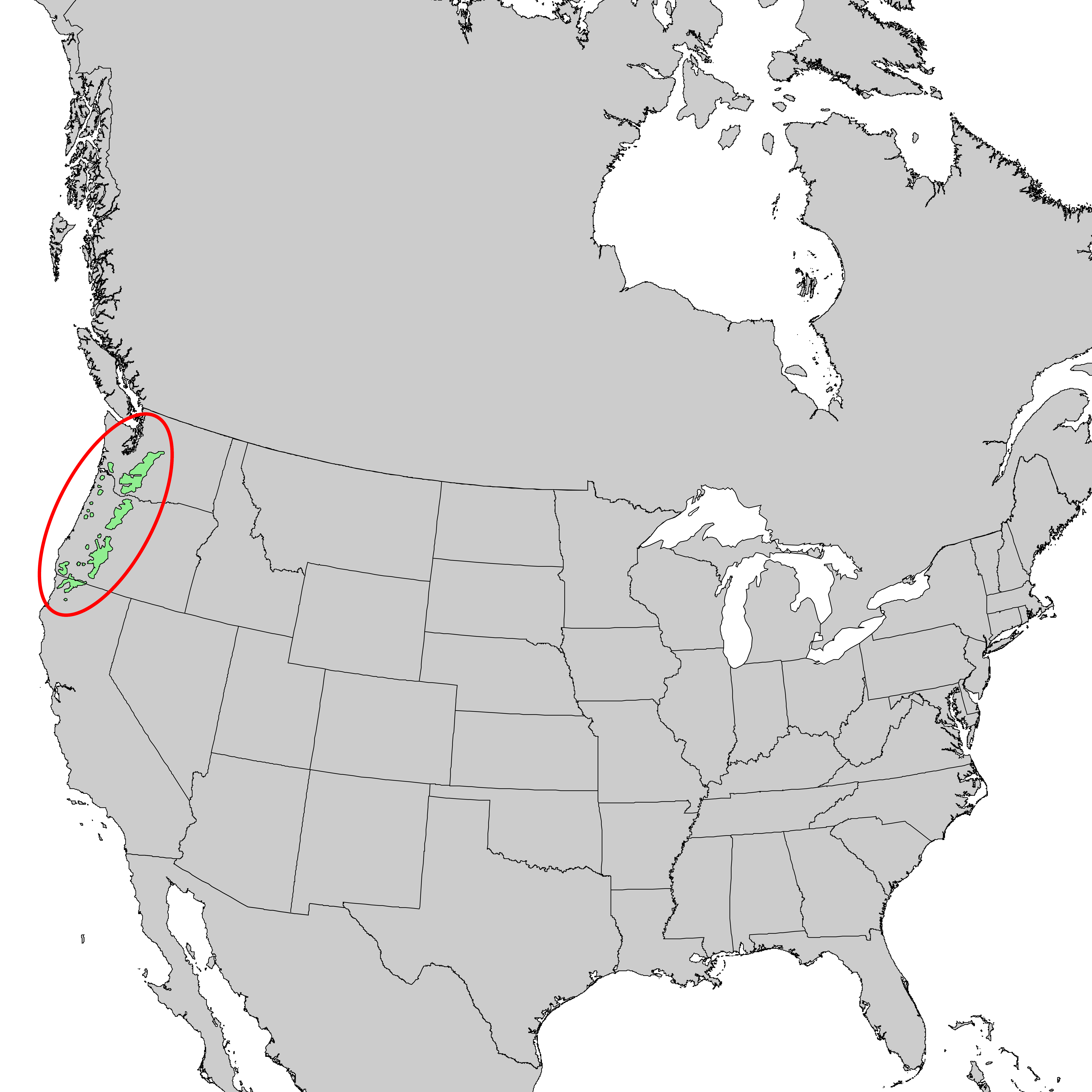
Verbreitungsgebiet der Edel-Tanne

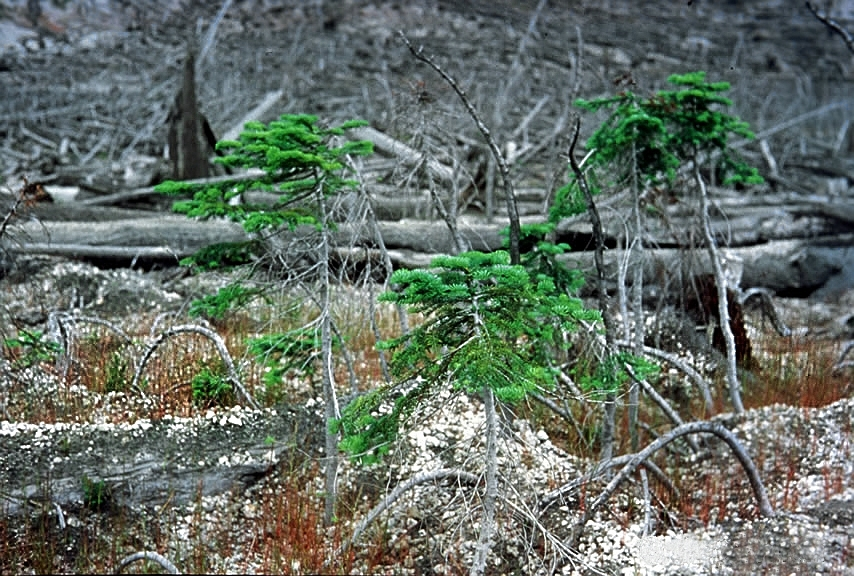
Mutmaßliche Sätzlinge der Edel-Tanne (hier als Abies amabilis angegeben) die nach dem Vulkanausbruch am Mt. Saint Helens als Pionierpflanzen aufkommen.

Die Edel-Tanne kommt im humiden pazifischen Nordwesten der USA vor. Ihr Verbreitungsgebiet reicht von Washington über Oregon bis nach Nordwestkalifornien. Sie wächst im Küstengebirge und in der Kaskadenkette in Höhenlagen zwischen 650 und 1.680 Meter. Sie kommt meistens in Mischwäldern mit der Douglasie (Pseudotsuga menziesii), der Purpur-Tanne (Abies amabilis) und der Westamerikanischen Hemlocktanne (Tsuga heterophylla) vor, es werden aber auch Reinbestände gebildet.
Die Edel-Tanne bevorzugt kontinentales oder gemäßigtes Klima mit kühlen Sommern und hohen Niederschlägen (2000 bis 2500 Millimeter/Jahr). An den Boden stellt sie geringe Ansprüche, meidet aber Kalk. Gegen Winterkälte, Spätfröste, Schneedruck und Wind ist sie widerstandsfähig, verträgt aber als Lichtbaumart nur sehr wenig Schatten. Temperaturen von −20 °C und weniger übersteht sie problemlos. Im Jugendstadium reagiert sie allerdings auf Frosttrocknis sehr empfindlich. Sie meidet sehr trockene und staunasse Böden. Der pH-Wert sollte nicht hoch sein, optimal ist ein Wert von 5,5.
Im Unterschied zu den weiteren 8 Tannen der Amerikanischen Westküste ist Abies procera ähnlich wie die Douglasie eine auf Licht angewiesene Pionierpflanze. Ihre großen, wenig zahlreichen Zapfen, tragen demnach auch besonders große Samen, die einen Sämling bis zu einem Jahr mit Nährstoffen versorgen können, bis dieser sich am Standort etabliert. Ein Vorteil gegenüber der Douglasie ergibt sich an schneereichen Lagen, wo die Sämlinge unter dem auf der winterlichen Schneedecke ansammelnden pflanzlichen Detritus verschüttet werden können. Während Douglasien sich auf solchen Standorten schlecht verjüngen, leiden Sämlinge und Jungbäume der Edel-Tanne wenig. Zudem sind ihre großen und schweren Samen an schneereiches Klima viel besser angepasst als die kleinen Samen der Douglasie – die Samen werden über Schnee weit transportiert. Nach Ausbruch des Mount Saint Helens im Jahr 1980 fanden sich am vom Vulkan verwüsteten Hängen bald Edel-Tannen ein – bis zu 5 km vom nächsten erwachsenen Baum entfernt. Auch nach Feuer regenerieren Edel-Tannen schnell. Sie werden daher heute oft auf Standorten, die für die Douglasie ungeeignet sind, gepflanzt.
Die Edel-Tanne ist im Urwald-Optimalstadium von bis zu 300 Jahre alten nemoralen Berg-Wäldern des Pazifiks eine dominante Klimaxart. Nach 300 Jahren beginnt ihr rapider Verfall. Während des Urwald-Zerfallstadiums sinkt ihr Prozentsatz. In bis zu 400 Jahre alten Beständen zeigen einzelne überlebende Edel-Tannen stark alterungsbedingte Zerfallsmerkmale.

## Taxonomie
Synonyme für Abies procera Rehder sind: Pinus nobilis Douglas ex D.Don, Abies nobilis (Douglas ex D.Don) Lindl. nom. illeg., Picea nobilis (Douglas ex D.Don) Loudon und Pseudotsuga nobilis (Douglas ex D.Don) W.R.McNab. Der Name Abies procera wurde 1940 von Alfred Rehder in der Zeitschrift Rhodora veröffentlicht.

### Entdeckungsgeschichte
Die Hudson Bay Company ermöglichte 1824 eine botanische Sammelreise im Pazifischen Nordwesten. Joseph Sabine übertrug David Douglas die Aufgabe. Es wurde Douglas bedeutendste Sammelreise für die Royal Horticultural Society, die nach der Umrundung des Kap Horn im April 1825 die Küste Oregons, am 10. April Cape Disappointment und einen Tag darauf Fort George sowie anschließend flussaufwärts des Columbia River Fort Vancouver erreichte. Er botanisierte bis 1827 im Einzugsgebiet des Columbia River. So befuhr er den Columbia River zumeist in Begleitung eines kanadischen Führers mittels eines Kanus, für das regelmäßig indigene Chinook als Paddler angeheuert wurden, bis in die Region der Columbia Rapids. Auf der Südseite des Flusses fand er während einer 15-stündigen Expedition auf einem der Berggipfel der Cascades neben Edel-Tanne auch die Purpur-Tanne. Aufgrund Douglas’ mühsamer Reisen durch abgelegene Regionen der westlichen USA ging viel gesammeltes Material verloren. Jedoch gelang es ihm, einige der gefundenen Exemplare zu erhalten und nach London zu senden. Douglas selbst führte über seine Expedition 1823–1827 ein Reisejournal, in dem neben seinem Itinerar die Fundorte mit Datum der Neuentdeckungen verzeichnet sind. So ist bekannt, dass er zeitgleich Edel- und Purpur-Tanne am 7. September, jedoch in unterschiedlichen Höhen bei seiner Wanderung und in Begleitung seines kanadischen Führers Chumtalia erstmals wissenschaftlich entdeckte. Hierbei versuchte er, Samen und Zapfen aufzusammeln, konnte aber weder mit seiner Büchse einen Ast mit Zapfen treffen, noch auf eine der stattlichen Bäume bis in die Krone, wo Tannen ausschließlich ihre Zapfen tragen, klettern. Es gelang ihm daher auch erst später am Mt. Hood, brauchbare Belege aufzusammeln.

## Krankheiten und Schädlinge
In ihrem natürlichen Verbreitungsgebiet wird die Edel-Tanne weder durch Schadinsekten noch durch Schadpilze ernsthaft gefährdet. Sämlinge leiden manchmal unter der Grauschimmelfäule Botrytis cinerea sowie an dem Schneeschimmel Herpotrichia nigra. Rüsselkäfer fressen, insbesondere in neu angelegten Kulturen, an der Rinde. Alte Bäume werden häufig von Borkenkäfern befallen.
Befälle mit Melampsorella caryophyllacearum, dem Erreger des Tannenkrebses, verlaufen meist ohne nennenswerte Folgen.
Die Edel-Tanne erleidet häufig Rindenschäden durch Schwarzbären.
In sehr kalten Wintern kann Frosttrocknis auftreten.

## Nutzung

### Holznutzung

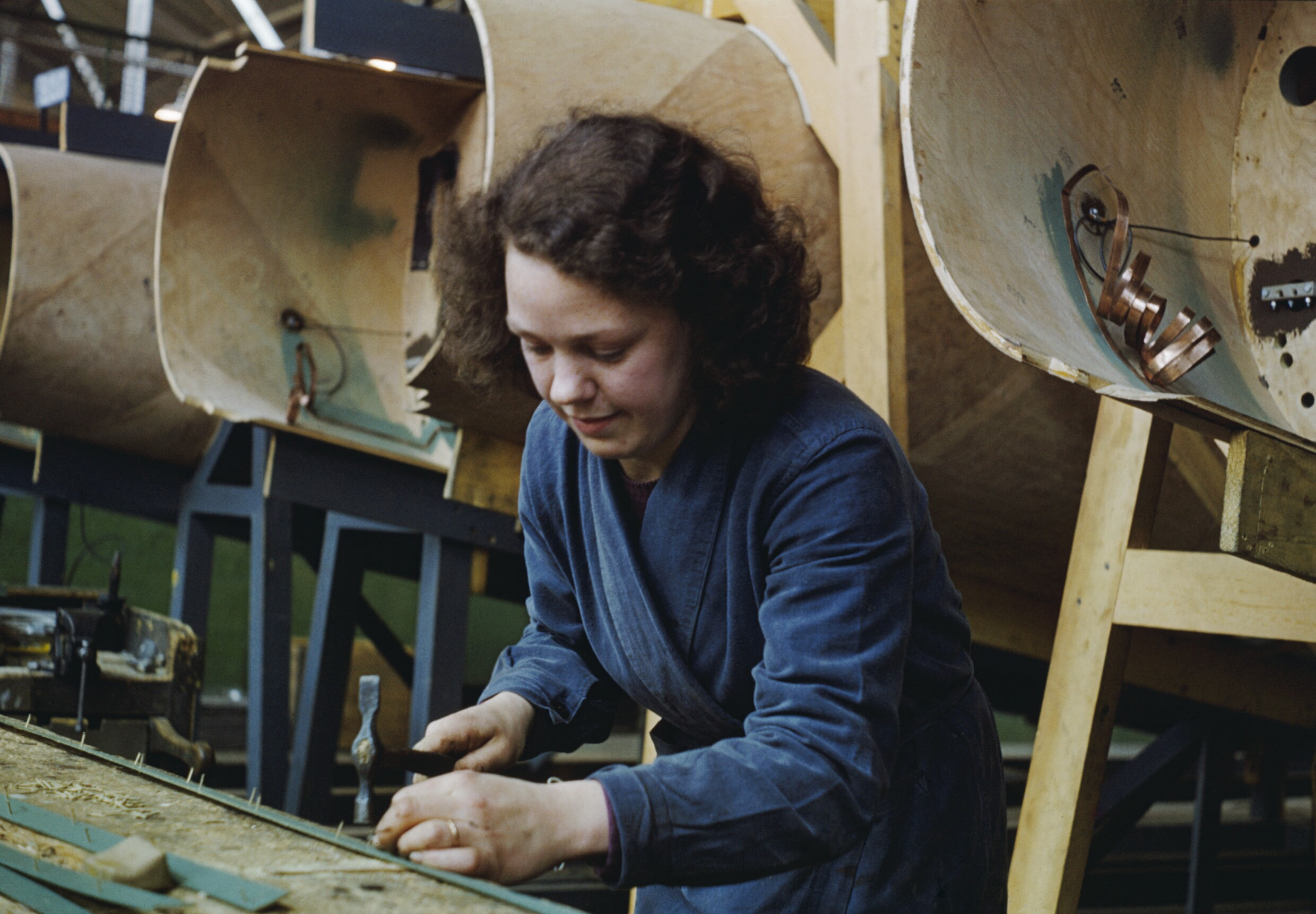
Produktion der de Havilland Mosquito 1943 in Hatfield. Ein Grund für die Nutzung von Fichten- und Tannen Holz für das Weltkriegs-Flugzeug war die große Verfügbarkeit sowie leichte Beschaff- und schnelle Verarbeitbarkeit von Holz.

Allgemein wird das Holz der Edel-Tanne mit vier weiteren Tannen der amerikanischen Pazifikküste (Pracht-Tanne, Küsten-Tanne, Felsengebirgs-Tanne und Purpur-Tanne) sowie der westamerikanischen Hemlocktanne zumeist als „Hem-Fir“ vermarktet, der geläufigen US-Abkürzung der Sägeholz-Produzenten „Western Forest Products“ und „Western Woods Product Association“. Dabei ist neben der Eignung als Konstruktionsholz Edel-Tanne ein bevorzugtes Material für Leitersprossen. Hierbei wird Holz bevorzugt, das dichte Jahresringe  und somit höhere Festigkeit aufweist.
Das Weichholz der Edel-Tanne ist leicht und dabei trotzdem von hoher Steifigkeit, leicht zu bearbeiten und eignet sich allgemein sehr gut als Bau- und Konstruktionsholz. Es ist vor allem in Japan sehr begehrt.
Im Zweiten Weltkrieg spielte es eine Rolle im Flugzeugbau, wobei ursprünglich ausschließlich Sitka-Fichte in Frage kam. Aber deren ungenügende Verfügbarkeit machte die Suche nach geeigneten Substituten erforderlich. Nachdem die Vereinigten Staaten vier Arten zur Substitution zugelassen hatten, wurden als Resultat des „Forest Products Research Laboratory“ nur noch Edel-Tanne und Westliche Hemlock empfohlen. Im Lend-Lease-System wurden somit Edel-Tannenholz-Produkte an das Vereinigte Königreich sowie Kanada geliefert und dort besonders im Bau der de Havilland DH.98 Mosquito eingesetzt.

### Gastbaumart
Die Edel-Tanne wird für forstliche Nutzung auch außerhalb ihres natürlichen Verbreitungsgebietes empfohlen. In Deutschland ist sie jedoch im Vergleich zu den hier etablierten Douglasien und Großen Küstentannen relativ selten. Forstliche Versuchsanbauten belegten, dass bei geeigneter Provenienzwahl gleichwertige oder höhere Zuwachsleistungen als bei Fichte und Douglasie möglich sind. In Bayern wurden Herkünfte aus Nord-Oregon und Washington empfohlen.

### Sonstige Nutzungsarten
Die Edel-Tanne wird weltweit als Ziergehölz und als Christbaum angebaut. Außerdem finden ihre Zweige Verwendung als Schmuckreisig.

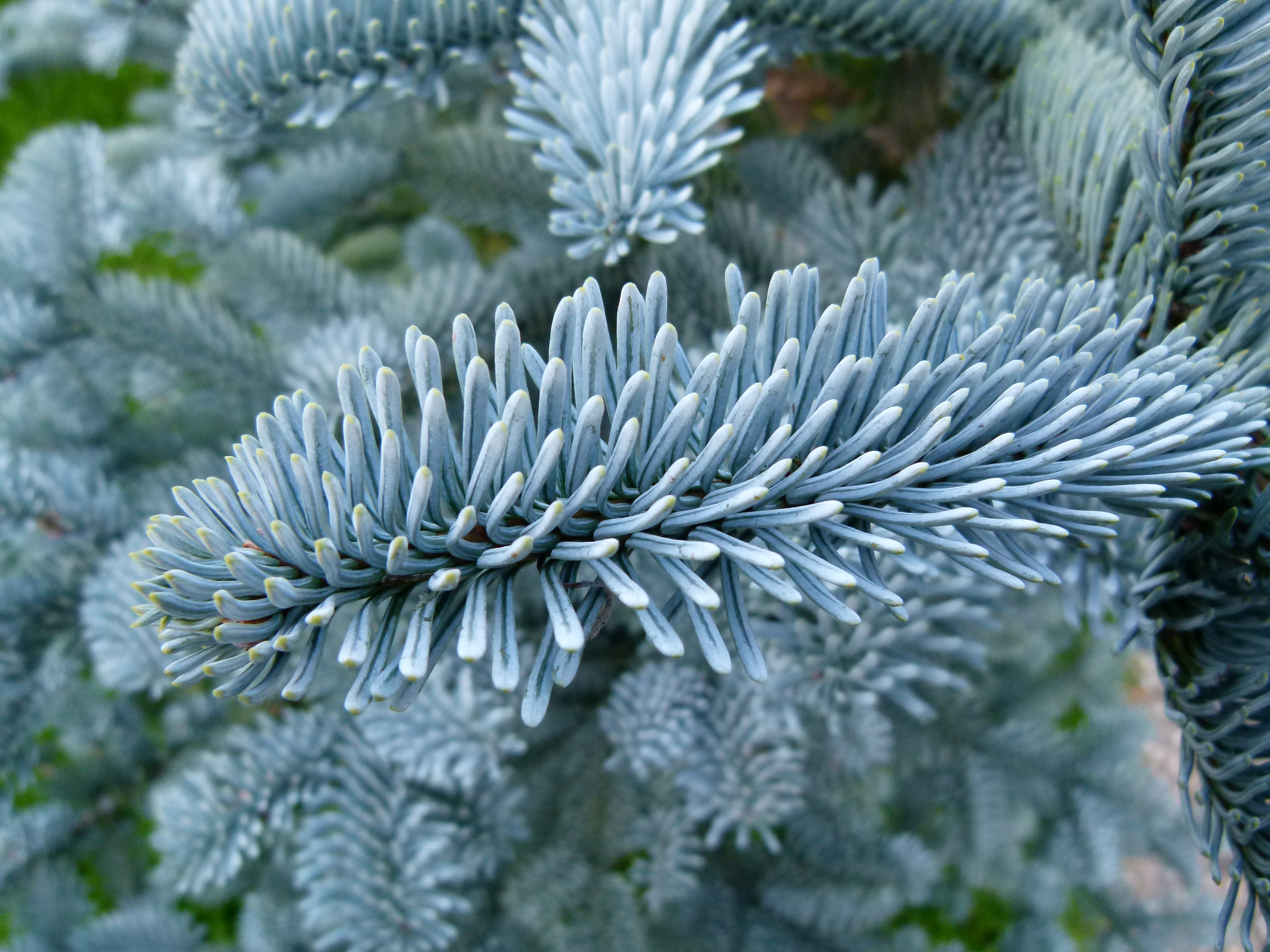
Blaue Edel-Tanne (A. procera ‚Glauca‘)

#### Gartenformen (Auswahl)
- Blaue Edel-Tanne (Abies procera 'Glauca'), auch „Blautanne“ genannt. Diese Sorte ist wegen ihrer blauen Benadelung sehr beliebt. Die meisten in Gärten und Parks zu sehenden Exemplare gehören zu dieser Sorte. Umgangssprachlich werden die beliebten blauen Sorten der Stech-Fichte (Picea pungens), in botanisch unzutreffender Sprachweise, häufig ebenfalls „Blautanne“ genannt.

#### Weihnachtsbaum

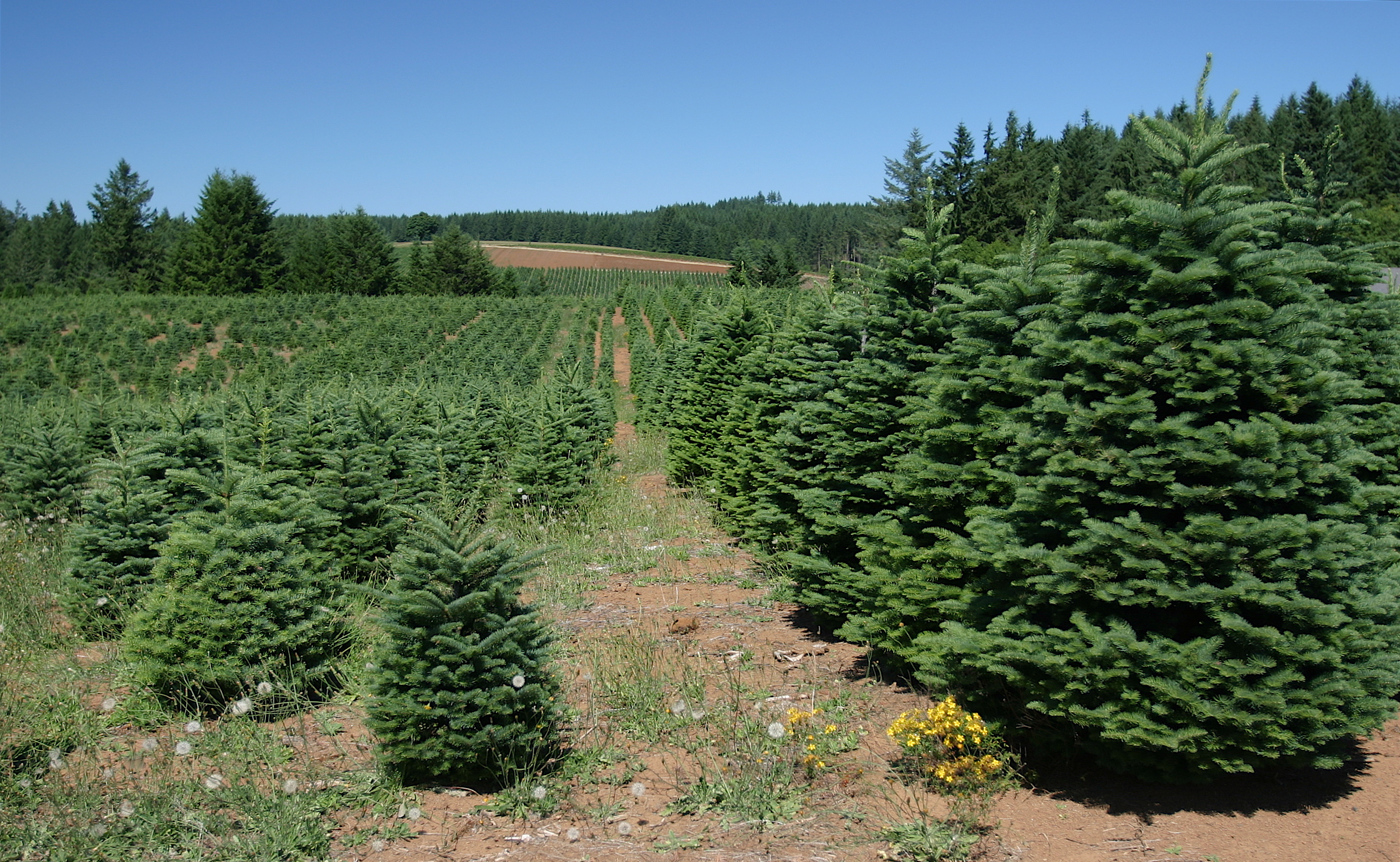
Plantage mit Edel-Tannen in Oregon

In Deutschland machten Edel-Tannen 2012 etwa 5 Prozent der 29,2 Millionen verkauften Weihnachtsbäume aus. Damit steht diese in den Absatzzahlen hinter der Nordmann-Tanne, für die ein Marktanteil von 75 Prozent angegeben wird, und der Blau-Fichte mit 20 Prozent Marktanteil insgesamt an dritter Stelle der beliebtesten Weihnachtsbäume in Deutschland. In den Angaben des Landesverbandes Sachsen in der Schutzgemeinschaft Deutscher Wald entscheiden sich deutsche Haushalte zu 3 Prozent für die Edel-Tanne als Weihnachtsbaum, womit sie an vierter Stelle stehen würde. In anderen europäischen Ländern ist die Edel-Tanne teilweise beliebter als die Nordmann-Tanne. So stellt sie etwa in Irland den beliebtesten Weihnachtsbaum dar.
In den USA war die Edel-Tanne bis in die 1960er Jahre praktisch nur in den Staaten der Pazifischen Nordwestküste, insbesondere in Oregon, als Weihnachtsbaum von Bedeutung. Danach wurde diese in den westlichen USA immer populärer und stellt heute die wichtigste Weihnachtsbaumart in diesen Gebiet dar. Durch ihre gute Fähigkeit, die Feuchtigkeit der Nadeln länger als andere Arten aufrechtzuerhalten, haben Edel-Tannen und Fraser-Tanne in den USA durch diese als wesentlich für die Posternte-Qualität erachtete Eigenschaft eine dominierende Position bei den Produzenten wie den Konsumenten erlangt. Die Edel-Tanne ist in ihrer Fähigkeit, Prozesse der Nadeltrocknis aufzuhalten, auch der Nordmann-Tanne überlegen.
Aufgrund der langen Nadelhaltbarkeit und der silbergraublauen Farbe der Blätter ist sie für die Produktion von Schmuckreisig eine der interessantesten Baumarten. Größter Produzent in Europa ist Dänemark, hier wurden (2007) jährlich 35.000 Tonnen Schmuckreisig produziert, 20.000 Tonnen des europäischen Bedarfs an Schmuckreisig werden mit der Edeltanne gedeckt, was etwa 70 % des Bedarfs ausmachen.
Die Empfindlichkeit der Edel-Tanne gegenüber Kahlfrösten sowie ihre Neigung zu meist unregelmäßigen Wuchs sorgt dafür, dass sie am europäischen Markt nur eine eher untergeordnete Rolle spielt. Ihre hohen Ansprüchen an Standort- und Bodenverhältnisse (wenig verdichtete Böden mit niedrigen pH-Werten, eine hohe Luftfeuchtigkeit sowie ausgeglichene Temperaturen) versucht man in der Weihnachtsbaum-Kultur mittels geeigneter Saatgutwahl entgegenzuwirken.